# Adalbert Enders
Adalbert Enders (* 2. Januar 1856 in Dieban, (heute Gmina Ścinawa), Niederschlesien; † 25. März 1925 in Meiningen) war ein deutscher Politiker (FVp, FVP, DDP).

## Leben und Wirken
Enders studierte Theologie an der Universität Breslau, wo er 1876 auch Mitglied der Alten Breslauer Burschenschaft der Raczeks wurde. Später arbeitete er zunächst als Diakon und war dann als Schuldirektor tätig, zuletzt als Regierungs- und Oberschulrat. Er wandte sich dem Liberalismus zu, trat in die Freisinnige Volkspartei (FVp) ein und war von 1903 bis 1918 Landtagsabgeordneter im Landtag des Herzogtums Sachsen-Meiningen. Von 1907 bis 1912 gehörte er als Abgeordneter des Reichstagswahlkreis Herzogtum Sachsen-Meiningen 2 (Sonneberg – Saalfeld) dem Reichstag an. 1910 wurde er Mitglied der Fortschrittlichen Volkspartei (FVP). Nach der Novemberrevolution amtierte Enders seit 1918 als Staatsrat in der Regierung des Freistaates Sachsen-Meiningen. In dieser Funktion oblag ihm die Zuständigkeit für das Volksschulwesen. Er war von 1919 bis 1920 Landtagsabgeordneter im Freistaat Sachsen-Meiningen und gleichzeitig Mitglied des Volksrates für Thüringen. Nach der Bildung des Landes Thüringen war er von 1920 bis 1921 Mitglied des dortigen Landtages.